# Why Smith Left Home

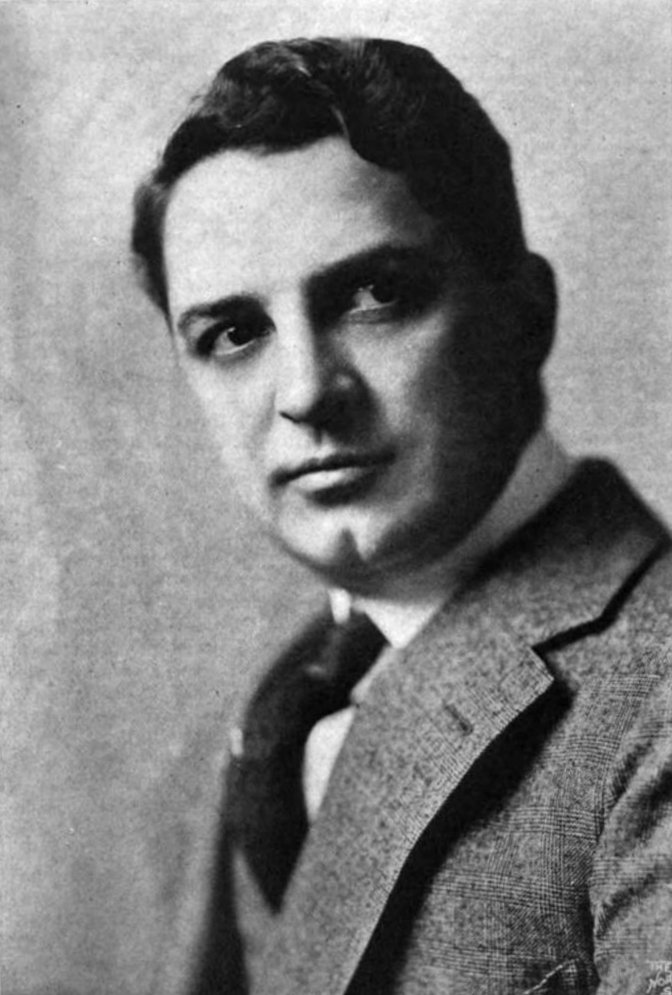
O filme estrelou Bryant Washburn

Why Smith Left Home é um filme de comédia mudo norte-americano de 1919, dirigido por Donald Crisp baseado na peça homônima de George Howells Broadhurst e estrelado por Bryant Washburn.
Uma cópia incompleta é realizada na Biblioteca do Congresso. 

## Elenco
- Bryant Washburn - John Brown Smith
- Lois Wilson - Marian
- Mayme Kelso - Aunt Mary
- Winter Hall - General
- Walter Hiers - Bob White
- Margaret Loomis - Julie
- Carrie Clark Ward - Lavina